# Premierminister von Nordirland
Der Premierminister von Nordirland war der De-facto-Regierungschef der mit dem Government of Ireland Act von 1920 geschaffenen Regierung von Nordirland. Das Amt existierte vom 7. Juni 1921 bis zum 30. März 1972 (nachfolgend kam es zur Direct Rule von London aus).

## Entstehung
Das neue Amt des Gouverneurs (englisch Governor) existierte noch nicht, da es durch den ursprünglichen Government of Ireland Act von 1920 nicht vorgesehen war. Erst durch eine Zusatzerklärung wurde der Posten geschaffen. Bis zur Errichtung im Jahre 1922 übte der Lord Lieutenant of Ireland kommissarisch dieses Amt aus. Jedoch entschloss sich der Gouverneur von Nordirland, ähnlich einem Generalgouverneur im Westminster-System wie Kanada, einen Vorsitzenden für das Exekutivkomitee des Privy Council für Nordirland zu ernennen, obwohl diese Funktion in keinem Gesetz oder Statut festgeschrieben war. Der Inhaber erhielt den Titel Premierminister, um eine Parallele mit dem Premierminister des Vereinigten Königreiches herzustellen. Auf Anraten des neuernannten Premierministers schuf der Gouverneur (der Governor of Northern Ireland) das Department of the Prime Minister.
Der Government of Ireland Act war Grundlage für die Ernennung des Exekutivkomitees des Privy Council durch den Gouverneur. Dazu war kein Parlamentsbeschluss erforderlich. Theoretisch war das Exekutivkomitee und sein Premierminister gegenüber dem House of Commons von Nordirland keinerlei Rechenschaft schuldig. Faktisch ernannte der Gouverneur jedoch den Anführer der Partei, dessen Partei eine Mehrheit im Abgeordnetenhaus hatte, um eine Regierung zu bilden. Aufgrund der Dominanz der Ulster Unionist Party war dies immer der Anführer der UUP.

## Ende der Autonomie
Im Jahr 1972 kam es im Zuge des eskalierenden Nordirlandkonfliktes zu Terrorakten verschiedener Gruppierungen (auf Seiten der irischen Nationalisten v. a. der IRA, auf Seiten der Unionisten beispielsweise die Ulster Defence Association), denen viele Zivilisten zum Opfer fielen. Im März löste die britische Regierung das nordirische Parlament auf und Nordirland wurde ab dem 24. März von London aus durch einen Nordirland-Minister regiert (Direct Rule).

## Neubeginn
Mit dem Belfast Agreement im Jahre 1998 wurde das Amt des Ersten Ministers von Nordirland eingeführt. Im Gegensatz zu einer von der Parlamentsmehrheit geführten Regierung wird hier die Regierungsgewalt in einer Allparteien-Regierung nach dem Prinzip der Konsoziation aufgeteilt.

## Sonstige Fakten
Der Premierminister residierte von 1920 bis 1922 auf dem Cabin Hill, der später in eine Schule umgewandelt wurde. Nach 1922 wurde Stormont Castle genutzt. Einige Premierminister entschlossen sich jedoch, im Stormont House zu wohnen, der ungenutzten Residenz des Speakers des House of Commons. Alle sechs Premierminister von Nordirland waren Mitglieder des Oranier-Ordens.

## Premierminister Nordirlands
| Nr. | Name                   | Amtsantritt       | Ende                | Partei |
| --- | ---------------------- | ----------------- | ------------------- | ------ |
| 1.  | James Craig            | 7. Juni 1921      | † 24. November 1940 | UUP    |
| 2.  | John Miller Andrews    | 27. November 1940 | 1. Mai 1943         | UUP    |
| 3.  | Basil Brooke           | 1. Mai 1943       | 25. März 1963       | UUP    |
| 4.  | Terence O’Neill        | 25. März 1963     | 1. Mai 1969         | UUP    |
| 5.  | James Chichester-Clark | 1. Mai 1969       | 23. März 1971       | UUP    |
| 6.  | Brian Faulkner         | 23. März 1971     | 30. März 1972       | UUP    |